# Siri Tufvesson
Siri Fransiska Tuvesson, född Olsson 8 juni 1880 i Trelleborgs församling, Malmöhus län, död 19 februari 1932 i Fosie församling, Malmöhus län, var en svensk målare,
Tufvesson studerade målning för Tage Hansson vid Skånska målarskolan i Malmö. Separat ställde hon ut på Malmö rådhus samt i Stockholm och Göteborg. Hon medverkade i samlingsutställningar med provinsiell konst. Hennes konst består av stilleben och landskapsskildringar från Skåne.